# Семёнов, Семён Маркович
Семён Маркович Семёнов (настоящее имя Самуил Маркович Таубман; 1911—1986) — советский разведчик (псевдоним «Твен»), подполковник НКВД, один из основателей научно-технической разведки.

## Биография
Родился 1 марта 1911 года в Одессе в бедной еврейской семье. В 1932 году поступил в текстильный институт в Москве, который окончил в 1937, получив диплом инженера-энергетика. По партийной разнарядке направлен на работу в НКВД. В январе 1938 года был послан по обмену на учёбу в престижный Массачусетский технологический институт (MIT) в Бостоне, где в 1940 году получил степень магистра технических наук (Master of Science). После этого зачислен на должность старшего инженера советского торгового представительства «Амторг». Эта работа давала возможность под видом заказчика оборудования свободно разъезжать по территории США.
В рассекреченных архивных материалах КГБ имеется донесение Семёнова, в котором он пишет, что учёба в Америке не была его главной целью. Основной задачей было вживание в американскую жизнь и приобретение полезных знакомств для последующей разведывательной деятельности. Семёнов со своими коллегами к началу 1943 года получал данные от 28 агентов, из которых 22 находились под непосредственным руководством Семёнова. Как следует из перехваченных донесений, 11 человек предоставляли материалы по химии и бактериологии, шесть по радиооборудованию, и пять по вопросам авиации.
По личному заданию начальника внешней разведки П. М. Фитина Семёнов сумел добыть и переправить в Москву образцы пенициллина, антибиотика, крайне необходимого для лечения больных и раненых. Основной заслугой Семёнова в период его пребывания с США стала организация получения и регулярной передачи информации по разработке атомного оружия. Он первым узнал, что в металлургической лаборатории Чикагского университета под руководством Энрико Ферми успешно проведена цепная реакция. Сообщил об этом друг Ферми, физик Бруно Понтекорво, который впоследствии сумел перебежать в СССР и стал академиком в области физики. Одно время на связи с Семёновым находились Юлиус и Этель Розенберги, которых он учил правилам конспирации. Именно Семёнов работал с семьёй Коэнов, ставших основными курьерами при передаче материалов по разработке атомной бомбы.
Опытный конспиратор, в середине 1944 Семёнов заметил за собой наружное наблюдение. Он доложил начальству в Москве, что его пребывание в США стало опасным. Семёнова отзывают в Москву и назначают заместителем начальника отделения в центральном аппарате внешней разведки. Через год Семёнову предлагают поработать во Франции для установления связей в научно-технических и промышленных кругах страны под прикрытием уполномоченного «Совэкспортфильма».
Работая с 1938 по 1944 в США, майор Семёнов проявил себя как один из самых активных работников резидентуры. Практически создал линию научно-технической разведки в предвоенные годы. Он получил ценные материалы от десятков агентов по взрывчатым веществам, радиолокационной технике и авиации. Далее в 1944—1949 годах С. М. Семёнов находился в долгосрочной командировке во Франции. Оценка его деятельности из личного дела: «Во Франции Твен пытался оживить работу по линии НТР: аэродинамике, физике, авиации. Искусством общения, убеждения владел в совершенстве. С агентурой установил не просто деловые, но и душевные связи». За время работы во Франции разведчик сумел завербовать агентов и получать важную информацию из Комиссариата по атомной энергии, Национального авиационного исследовательского института, института Пастера и Национального телекоммуникационного центра.
Семёнов не обратил внимания на то, что в СССР кибернетику приказали считать лженаукой, и, сумев добыть материалы о разработках в этой области, вместо благодарности получил выговор от начальства. Была создана комиссия по проверке его деятельности в США с попыткой обвинить разведчика в провале ряда агентов. Поступил и донос с обвинениями в увлечении кибернетикой, проявлениях аполитичности и даже аморальном поведении. В это же время началась кампания по очистке спецслужб от лиц еврейской национальности. В конце 1952 года подполковника советской разведки Семёна Семёнова уволили из МГБ без права на пенсию. Выдающийся разведчик оказался выброшенным на улицу без средств к существованию.
В мае 1953 года по ходатайству генерал-лейтенанта П. А. Судоплатова Семёнов был восстановлен в разведке госбезопасности и направлен на работу в 9-й (разведывательно-диверсионный) отдел. В августе того же года, после ареста Л. П. Берии, снова уволен из органов. Сотрудники управления собирали деньги, чтобы на первых порах помочь Семёнову. В бывшем СССР увольнение из спецслужб не по выслуге лет или собственному желанию рассматривалось отделами кадров как наказание за уголовное преступление. Поэтому ему c трудом удалось найти место кочегара на текстильной фабрике. Затем друзья помогли ему устроиться переводчиком технической литературы в издательство «Прогресс», где он проработал до конца жизни. Блестящее знание английского языка и солидное советско-американское техническое образование позволило Семёнову быстро стать высокопрофессиональным переводчиком.
Через 22 года, в 1975 году по ходатайству сослуживцев Семён Маркович был восстановлен Ю. В. Андроповым в звании отставного офицера КГБ СССР с назначением ему персональной пенсии в 120 рублей.

## Награды
- Орден Трудового Красного Знамени
- Орден Красной Звезды